# Herselt
Herselt ist eine belgische Gemeinde in der Region Flandern mit 14.838 Einwohnern (Stand 1. Januar 2024). Sie besteht aus dem Hauptort und dem Ortsteil Ramsel.
Turnhout liegt 30 Kilometer nördlich, Antwerpen 37 Kilometer nordwestlich und Brüssel etwa 42 Kilometer südwestlich.
Die nächsten Autobahnabfahrten befinden sich nördlich bei Herentals und Geel an der A13/E 313 sowie südlich bei Aarschot und Tielt-Winge an der A2.
In Herentals, Heist-op-den-Berg und Aarschot befinden sich die nächsten Regionalbahnhöfe.
Der Flughafen Antwerpen ist der nächste Regionalflughafen und der Flughafen Brüssel National nahe der Hauptstadt Brüssel ist von internationaler Bedeutung.

## Persönlichkeiten
- André Vlayen (1931–2017), Radrennfahrer
- Praga Khan (* 1959), Musikproduzent, Komponist, Sänger und DJ
- Erwin Vandenbergh (* 1959), Fußballspieler, geboren im Gemeindeteil Ramsel

## Bilder

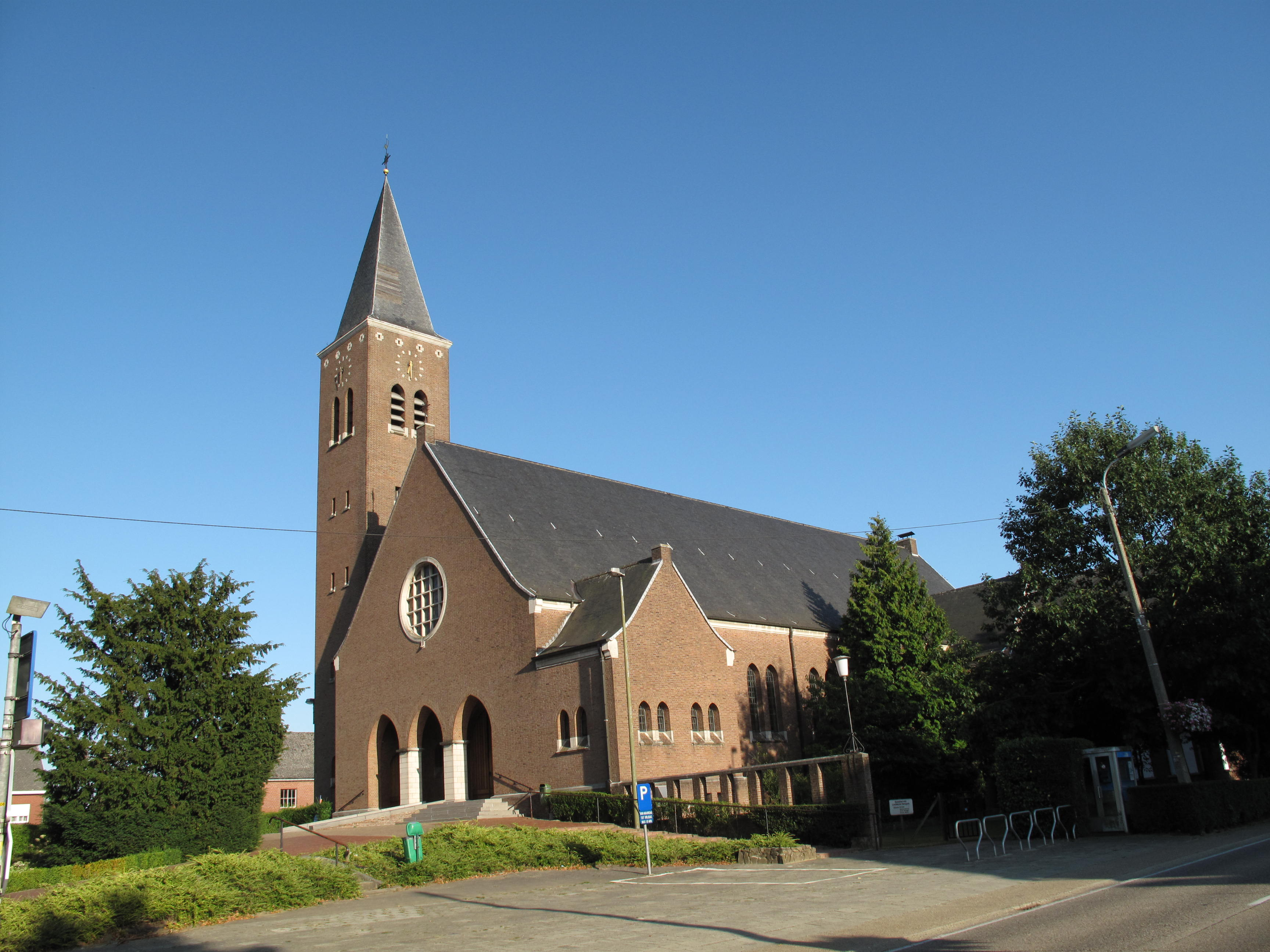
Bergom, Kirche
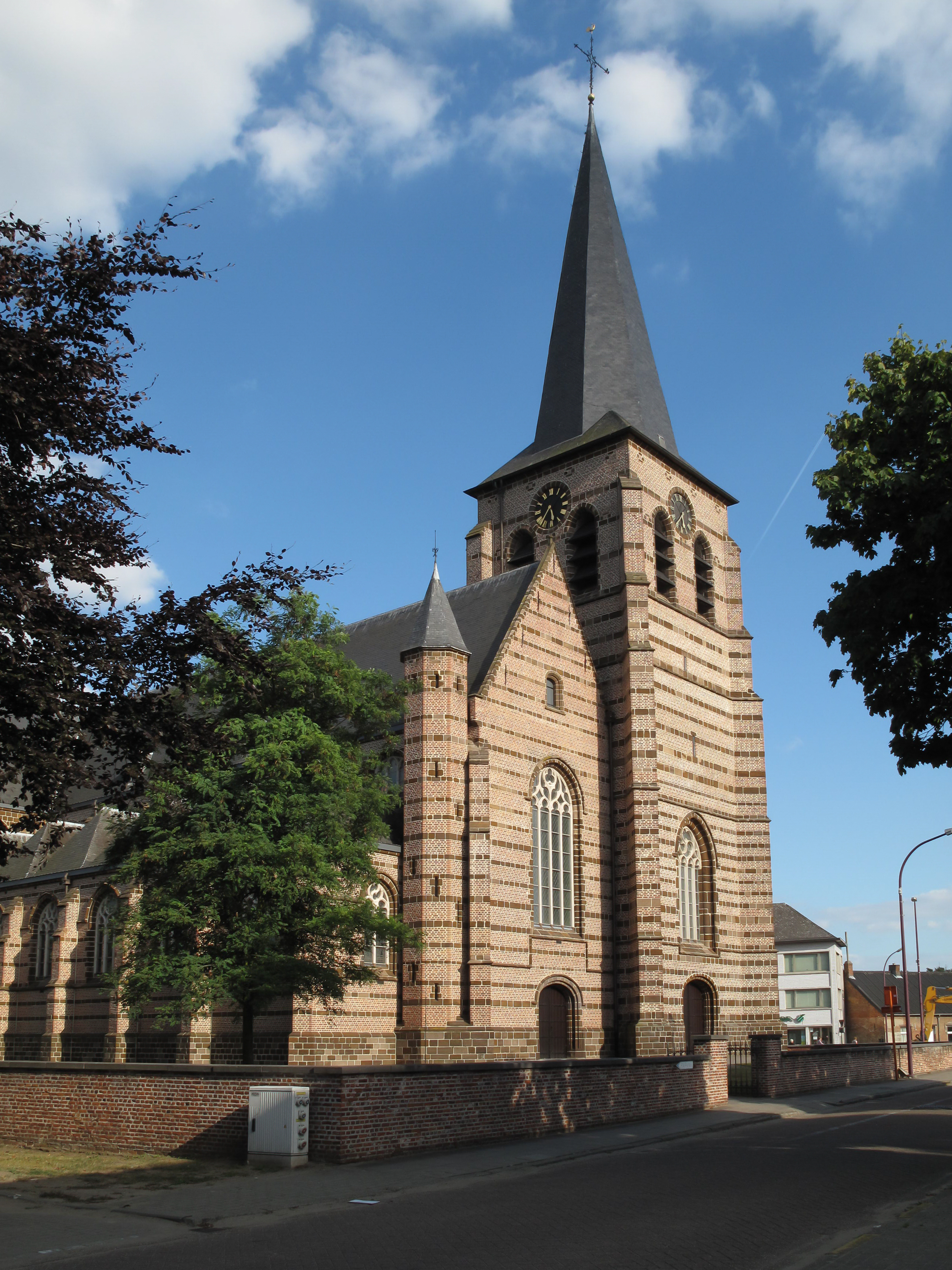
Herselt, Kirche